# Alessandro Frau
Alessandro Frau (Porto Torres, 2 aprile 1977) è un allenatore di calcio ed ex calciatore italiano, di ruolo attaccante.

## Carriera
Frau ha iniziato la propria carriera nella Turris, squadra dilettantistica di Porto Torres nel 1992, per poi passare alla Torres nel 1993, in cui è rimasto fino al 1998 esclusa una parentesi di pochi mesi in Serie B con l'Avellino, senza mai esordire in prima squadra, ma collezionando qualche presenza nella squadra Berretti biancoverde vincitrice del titolo italiano di categoria 1995-1996.
Con la squadra di Sassari ha disputato cinque campionati di Serie C2 prima di passare in Serie A alla Roma. Con i giallorossi ha esordito in Serie A il 12 settembre 1998, a 21 anni, all'Olimpico contro la Salernitana (3-1), prima partita della Serie A 1998-1999, dove servì di tacco l’assist per il gol del 2-1 siglato da Francesco Totti. Con la Roma ha disputato 7 partite nella massima serie nazionale. Nel settembre 1999 la Roma lo ha dato in prestito al Palermo in Serie C1.
Nel 2000 è passato al Pisa e nel 2001 alla Viterbese, sempre in Serie C1. Nel 2002 è tornato alla Torres, nel 2003 nuovamente alla Viterbese, con cui ha disputato i play-off per l'accesso alla Serie B 2004-2005 (sconfitta in finale contro il Crotone). Nel 2004 si è trasferito alla Pistoiese. Nel 2005 è tornato ancora alla Torres, con cui è rimasto fino al 2008. Con le sue 199 presenze e 47 reti, è stato uno dei giocatori più importanti della storia della Torres.
Nel 2008, dopo essersi svincolato dalla Torres, ha firmato per l'Alghero, con cui ha esordito il 22 settembre 2008 segnando una doppietta su punizione contro il Montichiari (2-1 il risultato finale). Dal 2009 è tornato a giocare nella squadra del suo paese natale, il Porto Torres, nel campionato Interregionale Serie D: è considerato il più forte giocatore del Porto Torres di tutti i tempi. Dopo essersi svincolato dal Porto Torres, nel dicembre 2013 firma con il Castelsardo, militante in Promozione, con cui vince il campionato ottenendo la promozione in Eccellenza. Nell'agosto 2014, viene ingaggiato dal Tempio in Promozione girone B.
Il 20 luglio 2015 raggiunge l'accordo con lo Stintino, militante in Promozione. A dicembre 2016, si svincola dalla società biancoceleste e fa ritorno alla Torres, in Serie D, dopo otto anni, per dare una mano ai rossoblù, in profonda crisi.
Il 22 gennaio 2017 nella trasferta di San Teodoro, dopo 9 anni, torna a segnare con i sassaresi, regalando la vittoria alla Torres, con una pennellata su punizione, la sua specialità. A fine stagione, dopo la retrocessione in Eccellenza, non viene confermato.
A settembre 2017,  arriva l'annuncio del Treselighes, club di Villa Assunta, frazione di Alghero, militante in seconda categoria, che è riuscito a mettere sotto contratto il quarantenne ex Torres.
Ad agosto del 2018 il Treselighes annuncia di aver rinnovato per un altro anno il contratto all'attaccante di Porto Torres.
Viene confermato dalla società algherese anche per il campionato 2019-2020 sempre in Seconda Categoria. Nel luglio 2020, il club comunica di aver sottoscritto l'accordo per il prolungamento del contratto con l'attaccante per un'altra stagione. Complice il blocco dei campionati causa COVID-19, chiude la carriera nell'autunno 2020.

### Torres
Nell'estate del 2021 intraprende la carriera di allenatore. Infatti, il 16 luglio seguente viene nominato vice allenatore della Torres. Ruolo che mantiene sino al 30 giugno 2023. Lasciato tale incarico diviene collaboratore tecnico della stessa società rossoblù.  
Esperienza che si chiude ufficialmente il 26 giugno 2025, giorno in cui la società annuncia lo staff tecnico a disposizione del nuovo allenatore  Michele Pazienza, e dove non figura l'ex attaccante.

## Palmarès

### Club

#### Competizioni regionali
- Eccellenza: 1

Porto Torres: 2009-2010
- Promozione: 1

Castelsardo: 2013-2014

#### Competizioni giovanili
- Campionato nazionale Dante Berretti: 1

Avellino: 1995-1996